# Harpagocythere georgiae
Harpagocythere georgiae är en kräftdjursart som beskrevs av Hobbs III 1965. Harpagocythere georgiae ingår i släktet Harpagocythere och familjen Entocytheridae. Inga underarter finns listade i Catalogue of Life.